# Rachmat Affandi
Rachmat Affandi là một cầu thủ bóng đá người Indonesia hiện tại thi đấu cho Persija Jakarta ở vị trí tiền đạo.

## Sự nghiệp
Ngày 12 tháng 12 năm 2014, anh chuyển đến Mitra Kukar.

## Danh hiệu

### Câu lạc bộ
Arema Indonesia
Vô địch
- Indonesia Super League: 2009–10

### Quốc gia
U-21 Indonesia
Vô địch
- Hassanal Bolkiah Trophy: 2002